# Dentimachus pallidimaculatus
Dentimachus pallidimaculatus är en stekelart som beskrevs av Kaur 1989. Dentimachus pallidimaculatus ingår i släktet Dentimachus och familjen brokparasitsteklar. Inga underarter finns listade i Catalogue of Life.